# NBA 2008/09
NBA 2008/09 was het 63e seizoen van de National Basketball Association in de Verenigde Staten. Dit seizoen werd gewonnen door Los Angeles Lakers, dat in de finale Orlando Magic versloeg.

## Belangrijke gebeurtenissen
Juli
- Op 2 juli 2008 bereikten de stad Seattle en de Seattle SuperSonics een overeenkomst, waardoor de club mocht verhuizen naar Oklahoma. Het team nam ook een andere naam aan: Oklahoma City Thunder.
- Op 23 juli vertrok Josh Childress naar Europa voor twintig miljoen dollar. Dit was de grootste aankoop ooit in Europa.

Oktober
- Op 23 oktober besloot de Board of Governors dat er dit seizoen meer herhalingen gebruikt zouden gaan worden om tot beslissingen te komen. Zo kon er beter worden gekeken of een gescoord punt twee of drie punten waard was en of er twee of drie vrije worpen gegeven moesten worden.

December
- Op 10 december vestigde Carmelo Anthony een nieuw record, door in één kwart 33 punten te scoren.
- Op 11 december stopte Cuttino Mobley per direct met zijn carrière, vanwege een hartkwaal.
- Op 17 december verbeterde Chris Paul een 22 jaar oud record, door in 105 wedstrijden op rij ten minste één steal te maken.
- Op 23 december maakten de Boston Celtics de beste start ooit met 27 overwinningen en slechts twee nederlagen.

Januari
- Op 13 januari vestigde Orlando Magic een nieuw record, door 23 driepunters in één wedstrijd te scoren.

Februari
- Op 2 februari scoorde Kobe Bryant 61 punten in één wedstrijd. Daarmee verbeterde hij het record van Bernard King.
- Op 20 februari overleed Larry H. Miller, de eigenaar van Utah Jazz.
- Op 20 februari werden de Phoenix Suns het eerste team sinds de Portland Trail Blazers in 1996 om drie wedstrijden op rij 140 punten of meer te scoren.

Maart
- Op 10 maart won Utah Jazz twaalf wedstrijden op rij. Dit is de op drie na langste reeks ooit en de langste sinds 1999.
- Op 13 maart overleed Detroit Pistons-eigenaar William Davidson op 86-jarige leeftijd.
- Op 15 maart scoorde Phoenix Suns 154 punten in één wedstrijd, het op twee na hoogste aantal ooit.
- Op 21 maart steeg Shaquille O'Neal op de topscorerslijst aller tijden van de zesde naar de vijfde plaats.

April
- Op 10 april steeg Kobe Bryant op de topscorerslijst aller tijden van de achttiende naar de zeventiende plaats. Hij haalde Charles Barkley in.
- Op 15 april vestigde Rudy Fernández een nieuw rookie record, door 159 driepunters in één seizoen te scoren.
- Op 15 april eindigde Cleveland Cavaliers met een thuisscore van 39 wedstrijden gewonnen en twee verloren, waarmee het team één wedstrijd verwijderd was van de evenaring van het record.
- José Calderón van de Toronto Raptors vestigde op 15 april een nieuw record door dit seizoen 98,1 % van zijn 154 vrije worpen erin te gooien.
- Op 27 april evenaarden de Denver Nuggets een playoff record, door de New Orleans Hornets te verslaan met een verschil van 58 punten (121-63).
- Op 30 april moest tijdens de wedstrijd Boston Celtics - Chicago Bulls vier keer een verlenging worden gespeeld om tot een winnaar te komen. Ook dit was een nieuw record.

All Star Game
- De All Star-wedstrijd van 2009 werd gespeeld in het US Airways Center, waar normaal de Phoenix Suns hun thuiswedstrijden spelen. Het westen won de wedstrijd met 146-119 en Shaquille O'Neal en Kobe Bryant werden gezamenlijk uitgeroepen tot MVP. Tijdens hetzelfde weekend won Nate Robinson de Slam Dunk competitie.

## Eindstanden

### Per divisie
| Atlantic Division  | W  | L  | P     | Div  |
| ------------------ | -- | -- | ----- | ---- |
| Boston Celtics     | 62 | 20 | 75,60 | 15-1 |
| Philadelphia 76ers | 41 | 41 | 50,00 | 6-10 |
| New Jersey Nets    | 34 | 48 | 41,50 | 8-8  |
| Toronto Raptors    | 33 | 49 | 40,20 | 6-10 |
| New York Knicks    | 32 | 50 | 39,00 | 5-11 |

| Central Division    | W  | L  | P     | Div  |
| ------------------- | -- | -- | ----- | ---- |
| Cleveland Cavaliers | 66 | 16 | 80,50 | 13-3 |
| Chicago Bulls       | 41 | 41 | 50,00 | 9-7  |
| Detroit Pistons     | 39 | 43 | 47,60 | 7-9  |
| Indiana Pacers      | 36 | 46 | 43,90 | 7-9  |
| Milwaukee Bucks     | 34 | 48 | 41,50 | 4-12 |

| Southeast division | W  | L  | P     | Div  |
| ------------------ | -- | -- | ----- | ---- |
| Orlando Magic      | 59 | 23 | 72,00 | 14-2 |
| Atlanta Hawks      | 47 | 35 | 57,30 | 11-5 |
| Miami Heat         | 43 | 39 | 52,40 | 9-7  |
| Charlotte Bobcats  | 35 | 47 | 42,70 | 5-11 |
| Washington Wizards | 19 | 63 | 23,20 | 1-15 |

| Northwest division     | W  | L  | P     | Div  |
| ---------------------- | -- | -- | ----- | ---- |
| Denver Nuggets         | 54 | 28 | 65,90 | 12-4 |
| Portland Trail Blazers | 54 | 28 | 65,90 | 11-5 |
| Utah Jazz              | 48 | 34 | 58,50 | 10-6 |
| Minnesota Timberwolves | 24 | 58 | 29,30 | 3-13 |
| Oklahoma City Thunder  | 23 | 59 | 28,00 | 4-12 |

| Pacific division      | W  | L  | P     | Div  |
| --------------------- | -- | -- | ----- | ---- |
| Los Angeles Lakers    | 65 | 17 | 79,30 | 14-2 |
| Phoenix Suns          | 46 | 36 | 56,10 | 11-5 |
| Golden State Warriors | 29 | 53 | 35,40 | 6-10 |
| Los Angeles Clippers  | 19 | 63 | 23,20 | 2-14 |
| Sacramento Kings      | 17 | 65 | 20,70 | 7-9  |

| Pacific division    | W  | L  | P     | Div  |
| ------------------- | -- | -- | ----- | ---- |
| San Antonio Spurs   | 54 | 28 | 65,90 | 10-6 |
| Houston Rockets     | 53 | 29 | 64,60 | 9-7  |
| Dallas Mavericks    | 50 | 32 | 61,00 | 7-9  |
| New Orleans Hornets | 49 | 33 | 59,80 | 9-7  |
| Memphis Grizzlies   | 24 | 58 | 28,40 | 5-11 |

- Verklaring afkortingen:
  - W = Wedstrijden gewonnen
  - L = Wedstrijden verloren
  - P = Winstpercentage
  - Div = Wedstrijden gewonnen / verloren in eigen divisie

### Per conference
| Eastern Conference  | W-L   |
| ------------------- | ----- |
| Cleveland Cavaliers | 66-16 |
| Boston Celtics      | 62-20 |
| Orlando Magic       | 59-23 |
| Atlanta Hawks       | 47-35 |
| Miami Heat          | 43-39 |
| Philadelphia 76ers  | 41-41 |
| Chicago Bulls       | 41-41 |
| Detroit Pistons     | 39-43 |
| Indiana Pacers      | 36-46 |
| Charlotte Bobcats   | 35-47 |
| New Jersey Nets     | 34-48 |
| Milwaukee Bucks     | 34-48 |
| Toronto Raptors     | 33-49 |
| New York Knicks     | 32-50 |
| Washington Wizards  | 19-63 |

| Western Conference     | W-L   |
| ---------------------- | ----- |
| Los Angeles Lakers     | 65-17 |
| Denver Nuggets         | 54-28 |
| San Antonio Spurs      | 54-28 |
| Portland Trail Blazers | 54-28 |
| Houston Rockets        | 53-29 |
| Dallas Mavericks       | 50-32 |
| New Orleans Hornets    | 49-33 |
| Utah Jazz              | 48-34 |
| Phoenix Suns           | 46-36 |
| Golden State Warriors  | 29-53 |
| Memphis Grizzlies      | 24-58 |
| Minnesota Timberwolves | 24-58 |
| Oklahoma City Thunder  | 23-59 |
| Los Angeles Clippers   | 19-63 |
| Sacramento Kings       | 17-65 |

- Gelijke stand:
  - Philadelphia eindigde boven Chicago vanwege een beter resultaat tegen teams uit de eigen conference (25-27 en Chicago 24-28)
  - Denver eindigde boven Portland vanwege een beter resultaat in de eigen divisie (12-4 en Portland 11-5)
  - Denver eindigde ook boven San Antonio, nu vanwege een beter onderling resultaat (2-1)

## Playoffs
|  | 1/8e finale | 1/8e finale  | 1/8e finale |   |             | kwartfinale | kwartfinale | kwartfinale |  |  | halve finale | halve finale | halve finale |   |  | finale | finale | finale |
|  |             |              |             |   |             |             |             |             |  |  |              |              |              |   |  |        |        |        |
|  |             | Cleveland    | 4           |   |             |             |             |             |  |  |              |              |              |   |  |        |        |        |
|  |             | Detroit      | 0           |   |             |             |             |             |  |  |              |              |              |   |  |        |        |        |
|  |             | Detroit      | 0           |   | Cleveland   | 4           |             |             |  |  |              |              |              |   |  |        |        |        |
|  |             |              |             |   | Cleveland   | 4           |             |             |  |  |              |              |              |   |  |        |        |        |
|  |             |              | Atlanta     | 0 |             |             |             |             |  |  |              |              |              |   |  |        |        |        |
|  |             | Atlanta      | Atlanta     | 0 | 4           |             |             |             |  |  |              |              |              |   |  |        |        |        |
|  |             |              |             |   | 4           |             |             |             |  |  |              |              |              |   |  |        |        |        |
|  |             | Miami        | 3           |   |             |             |             |             |  |  |              |              |              |   |  |        |        |        |
|  |             |              |             |   |             |             | Cleveland   | 2           |  |  |              |              |              |   |  |        |        |        |
|  |             |              |             |   |             |             |             |             |  |  |              |              |              |   |  |        |        |        |
|  |             |              | Orlando     | 4 |             |             |             |             |  |  |              |              |              |   |  |        |        |        |
|  |             | Orlando      | Orlando     | 4 | 4           |             |             |             |  |  |              |              |              |   |  |        |        |        |
|  |             |              |             |   | 4           |             |             |             |  |  |              |              |              |   |  |        |        |        |
|  |             | Philadelphia | 2           |   |             |             |             |             |  |  |              |              |              |   |  |        |        |        |
|  |             | Philadelphia | 2           |   | Orlando     | 4           |             |             |  |  |              |              |              |   |  |        |        |        |
|  |             |              |             |   | Orlando     | 4           |             |             |  |  |              |              |              |   |  |        |        |        |
|  |             |              | Boston      | 3 |             |             |             |             |  |  |              |              |              |   |  |        |        |        |
|  |             | Boston       | Boston      | 3 | 4           |             |             |             |  |  |              |              |              |   |  |        |        |        |
|  |             |              |             |   | 4           |             |             |             |  |  |              |              |              |   |  |        |        |        |
|  |             | Chicago      | 3           |   |             |             |             |             |  |  |              |              |              |   |  |        |        |        |
|  |             |              |             |   |             |             |             |             |  |  |              |              | Orlando      | 1 |  |        |        |        |
|  |             |              |             |   |             |             |             |             |  |  |              |              |              | 1 |  |        |        |        |
|  |             |              | L.A. Lakers | 4 |             |             |             |             |  |  |              |              |              |   |  |        |        |        |
|  |             | L.A. Lakers  | L.A. Lakers | 4 | 4           |             |             |             |  |  |              |              |              |   |  |        |        |        |
|  |             | L.A. Lakers  |             |   | 4           |             |             |             |  |  |              |              |              |   |  |        |        |        |
|  |             | Utah         | 1           |   |             |             |             |             |  |  |              |              |              |   |  |        |        |        |
|  |             | Utah         | 1           |   | L.A. Lakers | 4           |             |             |  |  |              |              |              |   |  |        |        |        |
|  |             |              |             |   | L.A. Lakers | 4           |             |             |  |  |              |              |              |   |  |        |        |        |
|  |             |              | Houston     | 3 |             |             |             |             |  |  |              |              |              |   |  |        |        |        |
|  |             | Portland     | Houston     | 3 | 2           |             |             |             |  |  |              |              |              |   |  |        |        |        |
|  |             |              |             |   | 2           |             |             |             |  |  |              |              |              |   |  |        |        |        |
|  |             | Houston      | 4           |   |             |             |             |             |  |  |              |              |              |   |  |        |        |        |
|  |             |              |             |   |             |             | L.A. Lakers | 4           |  |  |              |              |              |   |  |        |        |        |
|  |             |              |             |   |             |             |             |             |  |  |              |              |              |   |  |        |        |        |
|  |             |              | Denver      | 2 |             |             |             |             |  |  |              |              |              |   |  |        |        |        |
|  |             | San Antonio  | Denver      | 2 | 1           |             |             |             |  |  |              |              |              |   |  |        |        |        |
|  |             | San Antonio  |             |   | 1           |             |             |             |  |  |              |              |              |   |  |        |        |        |
|  |             | Dallas       | 4           |   |             |             |             |             |  |  |              |              |              |   |  |        |        |        |
|  |             | Dallas       | 4           |   | Dallas      | 1           |             |             |  |  |              |              |              |   |  |        |        |        |
|  |             |              |             |   | Dallas      | 1           |             |             |  |  |              |              |              |   |  |        |        |        |
|  |             |              | Denver      | 4 |             |             |             |             |  |  |              |              |              |   |  |        |        |        |
|  |             | Denver       | Denver      | 4 | 4           |             |             |             |  |  |              |              |              |   |  |        |        |        |
|  |             | Denver       |             |   | 4           |             |             |             |  |  |              |              |              |   |  |        |        |        |
|  |             | New Orleans  | 1           |   |             |             |             |             |  |  |              |              |              |   |  |        |        |        |

## Statistieken
| Categorie                               | Speler           | Team                  | Aantal  |
| --------------------------------------- | ---------------- | --------------------- | ------- |
| Gemiddeld aantal punten per wedstrijd   | Dwyane Wade      | Miami Heat            | 30,2    |
| Gemiddeld aantal rebounds per wedstrijd | Dwight Howard    | Orlando Magic         | 13.8    |
| Gemiddeld aantal assists per wedstrijd  | Chris Paul       | New Orleans Hornets   | 11.0    |
| Gemiddeld aantal steals per wedstrijd   | Chris Paul       | New Orleans Hornets   | 2.77    |
| Gem. aantal blocks per wedstrijd        | Dwight Howard    | Orlando Magic         | 2.9     |
| Field goal percentage                   | Shaquille O'Neal | Phoenix Suns          | 60,90 % |
| Vrije worpen percentage                 | José Calderón    | Toronto Raptors       | 98,1 %  |
| Driepunter percentage                   | Anthony Morrow   | Golden State Warriors | 46,70 % |

## Prijzen

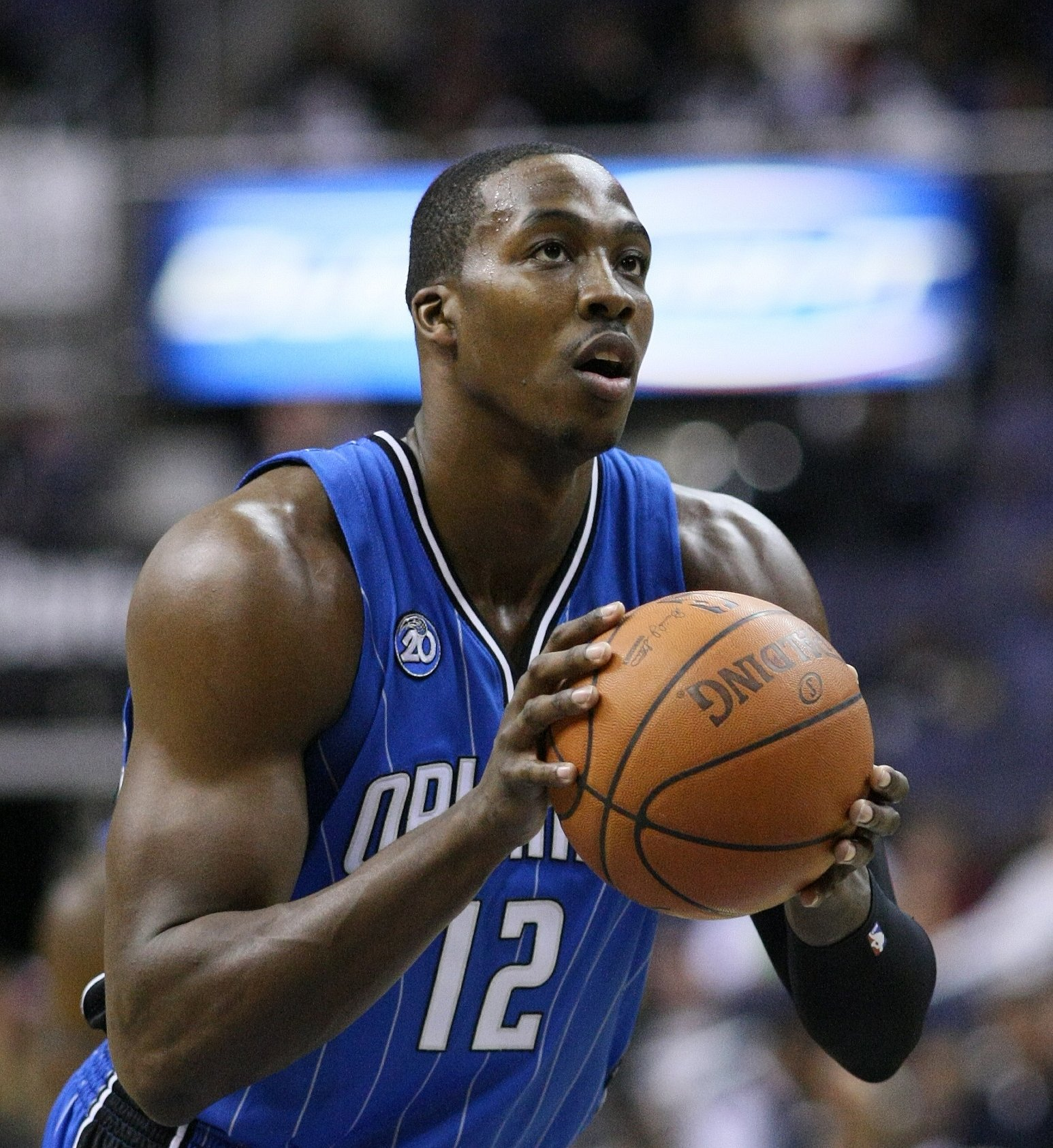
Dwight Howard (2008).

- Most Valuable Player: LeBron James[1]
- Rookie of the Year: Derrick Rose, Chicago Bulls
- NBA Defensive Player of the Year Award: Dwight Howard, Orlando Magic
- Sixth Man of the Year: Jason Terry, Dallas Mavericks
- Most Improved Player:
- Coach of the Year: Mike Brown, Cleveland Cavaliers
- Executive of the Year: Mark Warkentien, Denver Nuggets
- Sportsmanship Award: Chauncey Billups, Denver Nuggets
- J. Walter Kennedy Citizenship Award: Dikembe Mutombo, Houston Rockets
- All-NBA First Team:
- All-NBA Second Team:
- All-NBA Third Team:

NBA All-Defensive First Team
- NBA All-Defensive Second Team:
- NBA All-Rookie First Team:
  - Derrick Rose - Chicago Bulls
  - O. J. Mayo - Memphis Grizzlies
  - Russell Westbrook - Oklahoma City Thunder
  - Brook Lopez - New Jersey Nets
  - Michael Beasley - Miami Heat
- NBA All-Rookie Second Team:
  - Eric Gordon - Los Angeles Clippers
  - Kevin Love - Minnesota Timberwolves
  - Mario Chalmers - Miami Heat
  - Marc Gasol - Memphis Grizzlies
  - D. J. Augustin - Charlotte Bobcats
  - Rudy Fernández - Portland Trail Blazers

1950 · 1951 · 1952 · 1953 · 1954 · 1955 · 1956 · 1957 · 1958 · 1959 · 
1960 · 1961 · 1962 · 1963 · 1964 · 1965 · 1966 · 1967 · 1968 · 1969 · 
1970 · 1971 · 1972 · 1973 · 1974 · 1975 · 1976 · 1977 · 1978 · 1979 · 
1980 · 1981 · 1982 · 1983 · 1984 · 1985 · 1986 · 1987 · 1988 · 1989 · 
1990 · 1991 · 1992 · 1993 · 1994 · 1995 · 1996 · 1997 · 1998 · 1999 · 
2000 · 2001 · 2002 · 2003 · 2004 · 2005 · 2006 · 2007 · 2008 · 2009 · 
2010 · 2011 · 2012 · 2013 · 2014 · 2015 · 2016 · 2017 · 2018 · 2019 · 
2020 · 2021 · 2022 · 2023 · 2024 · 2025